# Canton de Saint-Martin-de-Londres
Le canton de Saint-Martin-de-Londres est un ancien canton français situé dans le département de l'Hérault et dans l'Arrondissement de Lodève depuis le 1er novembre 2009 .

## Composition
Le canton était composé des dix communes suivantes :
| Nom                                 | Code Insee | Intercommunalité           | Superficie (km2) | Population (dernière pop. légale) | Densité (hab./km2) |
| ----------------------------------- | ---------- | -------------------------- | ---------------- | --------------------------------- | ------------------ |
| Saint-Martin-de-Londres (chef-lieu) | 34274      | CC du Grand Pic Saint-Loup | 38,20            | 2 650 (2014)                      | 69                 |
| Causse-de-la-Selle                  | 34060      | CC du Grand Pic Saint-Loup | 45,19            | 364 (2014)                        | 8,1                |
| Mas-de-Londres                      | 34152      | CC du Grand Pic Saint-Loup | 19,06            | 607 (2014)                        | 32                 |
| Notre-Dame-de-Londres               | 34185      | CC du Grand Pic Saint-Loup | 28,15            | 479 (2014)                        | 17                 |
| Pégairolles-de-Buèges               | 34195      | CC du Grand Pic Saint-Loup | 13,35            | 41 (2014)                         | 3,1                |
| Rouet                               | 34236      | CC du Grand Pic Saint-Loup | 24,77            | 55 (2014)                         | 2,2                |
| Saint-André-de-Buèges               | 34238      | CC du Grand Pic Saint-Loup | 15,26            | 53 (2014)                         | 3,5                |
| Saint-Jean-de-Buèges                | 34264      | CC du Grand Pic Saint-Loup | 16,90            | 193 (2014)                        | 11                 |
| Viols-en-Laval                      | 34342      | CC du Grand Pic Saint-Loup | 16,03            | 203 (2014)                        | 13                 |
| Viols-le-Fort                       | 34343      | CC du Grand Pic Saint-Loup | 16,73            | 1 177 (2014)                      | 70                 |

## Représentation

### Conseillers généraux de 1833 à 2015
De 1833 à 1848, les cantons d'Aniane, des Matelles et de Saint-Martin-de-Londres n'avaient qu'un seul conseiller général. Le nombre de conseillers généraux était limité à 30 par département.
| Période | Période                   | Identité                                          | Étiquette                | Qualité |
| ------- | ------------------------- | ------------------------------------------------- | ------------------------ | --- |
| 1833    | 1848                      | Paulin Deshours Farel (1788-1878)                 |                          | Négociant, Président de la Chambre de commerce de Montpellier                                                                    |
| 1848    | 1852                      | Amédée Vicomte de Ginestous, Baron de la Liquisse | Royaliste Légitimiste    | Propriétaire à Montpellier Créateur de la Société de secours aux blessés de l'Hérault et des Comités Catholiques de l'Hérault    |
| 1852    | 1874                      | Achille Duffour de la Vernède                     | Conservateur             | Propriétaire à Saint-Martin-de-Londres                                                                                           |
| 1874    | 1888 (démission d'office) | Justin Allien                                     | Républicain              | Avocat à Montpellier |
| 1888    | 1901                      | Élisée Déandréis                                  | Rad.                     | Banquier Conseiller municipal de Montpellier Journaliste - Député (1885-1893) Sénateur (1895-1906)                               |
| 1901    | 1907                      | Camille Crozals                                   | Rad.                     | Avocat à Montpellier |
| 1907    | 1915 (décès)              | Pierre Leroy-Beaulieu                             | Républicain Progressiste | Ingénieur, publiciste, propriétaire-viticulteur Député (1907-1914)                                                               |
| 1915    | 1919                      | siège vacant                                      |                          | |
| 1919    | 1940                      | Maurice Calvet                                    | Rad.                     | Notaire à Saint-Martin-de-Londres                                                                                                |
|         |                           |                                                   |                          | |
| 1945    | 1951                      | Paul Boulet                                       | MRP puis DVG             | Professeur à la Faculté de Médecine de Montpellier Maire de Montpellier (1935-1937 et 1945-1953) Député (1936-1940 et 1946-1951) |
| 1951    | 1970                      | André Vialla (1900-1974)                          | DVD                      | Maire de Saint-Martin-de-Londres                                                                                                 |
| 1970    | 2001                      | Étienne Souche (1925-2014)                        | DVG                      | Maire de Saint-Martin-de-Londres de 1968 à 1989                                                                                  |
| 2001    | 2015                      | José Sorolla                                      | DVG                      | Médecin généraliste Maire de Saint-Martin-de-Londres (1995-2014)                                                                 |

### Conseillers d'arrondissement (de 1833 à 1940)
Le canton de Saint-Martin-de-Londres appartenait à l'arrondissement de Montpellier.
| Période                                  | Période      | Identité                                      | Étiquette               | Qualité |
| ---------------------------------------- | ------------ | --------------------------------------------- | ----------------------- | --- |
| 1833                                     | 1845         | M. Vigié                                      |                         | Propriétaire à Saint-Martin-de-Londres                                                                      |
| 1845                                     | 1848         | M. Dusfour                                    |                         | Propriétaire à Brissac                                                                                      |
| 1848                                     | 1871         | Fulcrand-Raymond-Henri Caizergues (1819-1885) |                         | Avocat, juge suppléant, conseiller municipal de Montpellier                                                 |
| 1871                                     | 1886         | Léopold Vigié de Masclas (1836-1916)          | Droite                  | Propriétaire à Saint-Martin-de-Londres                                                                      |
| 1886                                     | 1904         | Pierre Martin                                 | Droite                  | Avoué près le Tribunal civil de Montpellier, juge de paix à Saint-Martin-de-Londres                         |
| 1904                                     | 1919         | André Vialla (1863-1936)                      | Républicain indépendant | Maire de Saint-Martin-de-Londres                                                                            |
| 1919                                     | 1939 (décès) | Paul Caizergues                               | Libéral                 | Propriétaire, maire de Viols-le-Fort                                                                        |
| 1940                                     |              |                                               |                         | Les conseils d'arrondissement ont été suspendus par la loi du 12 octobre 1940 et n'ont jamais été réactivés |
| Les données manquantes sont à compléter. |              |                                               |                         | |

## 2 photos du canton
|  |  |

## Démographie
| 1962  | 1968  | 1975  | 1982  | 1990  | 1999  | 2006  | 2011  | 2012  |
| ----- | ----- | ----- | ----- | ----- | ----- | ----- | ----- | ----- |
| 1 941 | 1 878 | 1 913 | 2 429 | 3 351 | 4 229 | 4 788 | 5 557 | 5 695 |